# Il bello della diretta
Il bello della diretta è stato un programma televisivo italiano di intrattenimento, trasmesso da Rai 1 dal 13 marzo al 29 maggio 1986, ogni giovedì sera, per dodici puntate.

## Il programma
Diretto da Gianni Brezza, fu condotto da Loretta Goggi, protagonista del programma, che si esibiva come cantante, ballerina ed imitatrice, accompagnata da otto attori, presenti per l'intera durata del programma: Marina Bellini, Rosalba Bongiovanni, Laura D'Angelo, Germana Pasquero, Mario Brusa, Franco Chirico, Mario Marchetti, Santo Versace e Alessandro Bergonzoni.
Gli abiti della signora Goggi sono di Pino Lancetti.
Ogni settimana veniva ospitato un cantante con il quale Loretta si produceva in duetti ed interviste, conducendo anche diversi giochi con il pubblico a casa.
Uno spazio di approfondimento, intitolato Test, era affidato al giornalista Alessandro Cecchi Paone, che, coadiuvato dallo psicologo Enzo Spaltro, conduceva un quiz psicologico rivolto al pubblico, che può essere considerato una sorta di ripresa dell'omonimo programma, condotto fino a circa due anni prima da Emilio Fede.
All'interno del programma la Goggi presenta anche i brani del suo album C'è poesia.

## Puntate
| Puntata | Data       | Ospiti                                            | Esibizioni Goggi                        |
| ------- | ---------- | ------------------------------------------------- | --------------------------------------- |
| 1       | 12/03/1986 |                                                   |                                         |
| 2       | 20/03/1986 |                                                   |                                         |
| 3       | 27/03/1986 | Enrico Ruggeri, Riccardo Pazzaglia, Santo Versace | Poco più di niente (con Enrico Ruggeri) |
| 4       | 03/04/1986 | Fiordaliso, Andrea Occhipinti                     | Se io non t'avessi amato                |
| 5       | 10/04/1986 | Milva, Paolo Hendel, Mario Lavezzi                | Signora (con Mario Lavezzi)             |
| 6       | 16/04/1986 |                                                   | Voci                                    |
| 7       | 24/04/1986 |                                                   |                                         |
| 8       | 01/05/1986 | Red Canzian                                       | Leggera confusione                      |
| 9       | 08/05/1986 |                                                   |                                         |
| 10      | 15/05/1986 |                                                   |                                         |
| 11      | 22/05/1986 |                                                   |                                         |
| 12      | 29/05/1986 |                                                   |                                         |